# Kangrussaare
Kangrussaare is een dorp in de Estlandse gemeente Põhja-Sakala, gelegen in de provincie Viljandimaa. De plaats heeft de status van dorp (Estisch: küla).
Tot in oktober 2017 behoorde het dorp tot de gemeente Kõo. In die maand ging Kõo op in de fusiegemeente Põhja-Sakala.

## Bevolking
Het dorp had 34 inwoners op 31 december 2011 en 26 inwoners op 31 december 2021.

## Ligging
De rivier Navesti loopt langs de zuidgrens van het dorp.